# Ядерцеві організатори

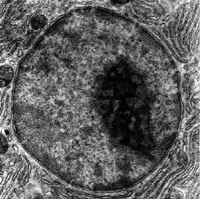
Мікрофотографія клітинного ядра з ядерцем.

Ядерцеві організатори (англ. Nucleolus organizer region, NOR) — ділянки хромосом, що утворюють всередині клітини так зване ядерце. Ці ділянки формують ядерце після поділу ядра. Відкриті Барбарою Мак-Клінток у 1934 році при вивченні кукурудзи. Ядерцеві організатори містять кілька тандемних повторів генів рРНК. У людей ядерцеві організатори містять гени для 5.8S, 18S, та 28S рРНК і згруповані на коротких плечах 13, 14, 15, 21 і 22 акроцентричних хромосом.
При аналізі каріотипу для ідентифікації ядерцевих організаторів використовується нітрат срібла AgNO3.